# Okrzeja
Okrzeja (prononciation : [ɔˈkʂɛja]) est un village polonais de la gmina de Krzywda dans le powiat de Łuków de la voïvodie de Lublin dans l'est de la Pologne.
Il se situe à environ 8 kilomètres au sud-ouest de Krzywda (siège de la gmina), 26 kilomètres au sud-ouest de Łuków (siège du powiat) et 64 kilomètres au nord-ouest de Lublin (capitale de la voïvodie).
Le village comptait approximativement une population de 1 592 habitants en 2009.

## Histoire
De 1975 à 1998, le village est attaché administrativement à l'ancienne voïvodie de Siedlce.

Depuis 1999, il fait partie de la nouvelle voïvodie de Lublin.

## Galerie

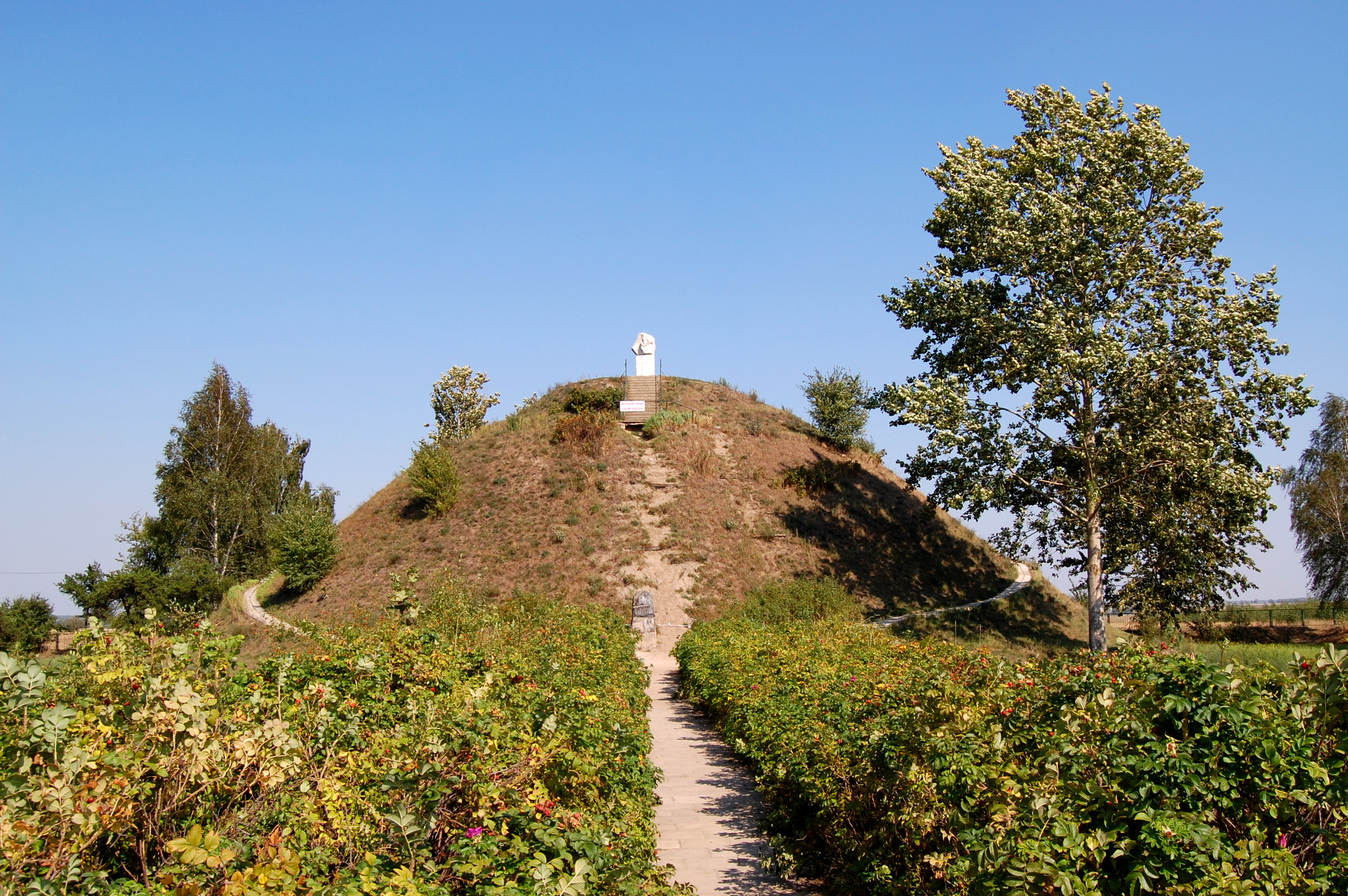
Monticule Sienkiewicz
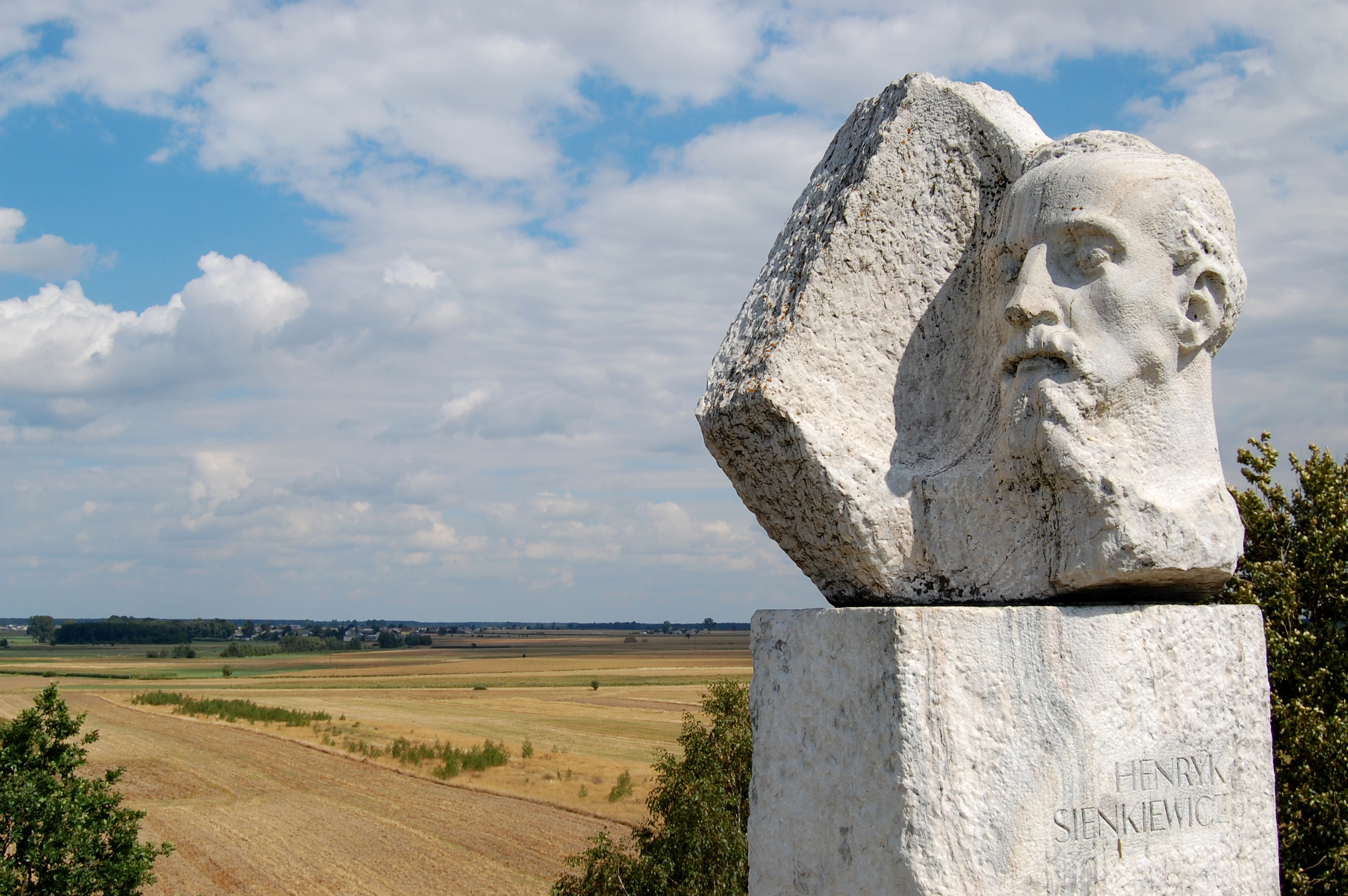
Monument de Henryk Sienkiewicz sur le dessus de la butte de son nom dans Okrzei